# Eisenbahnmuseum Sigmundsherberg

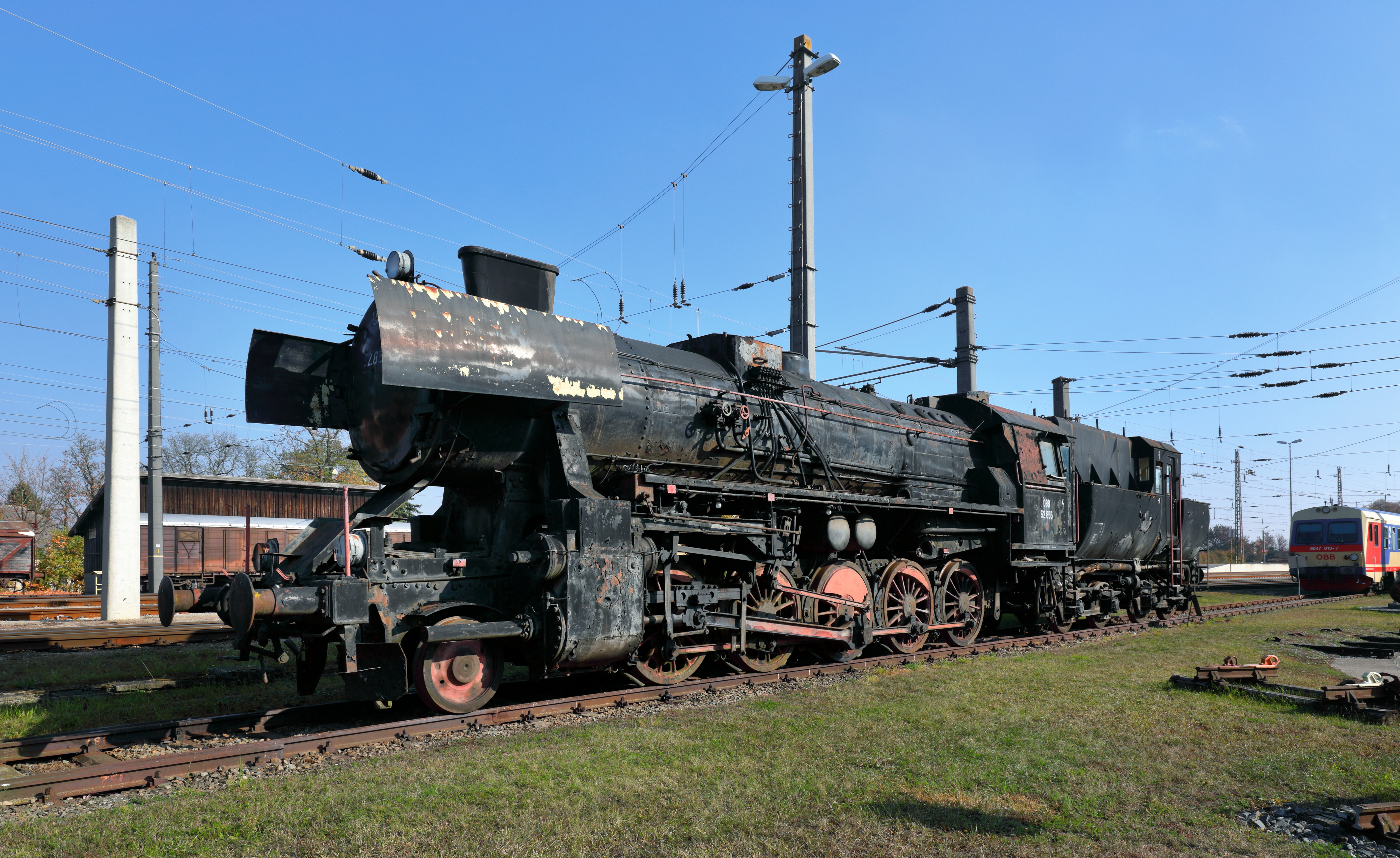
Dampflok 52.855 auf dem Freigelände des Museums

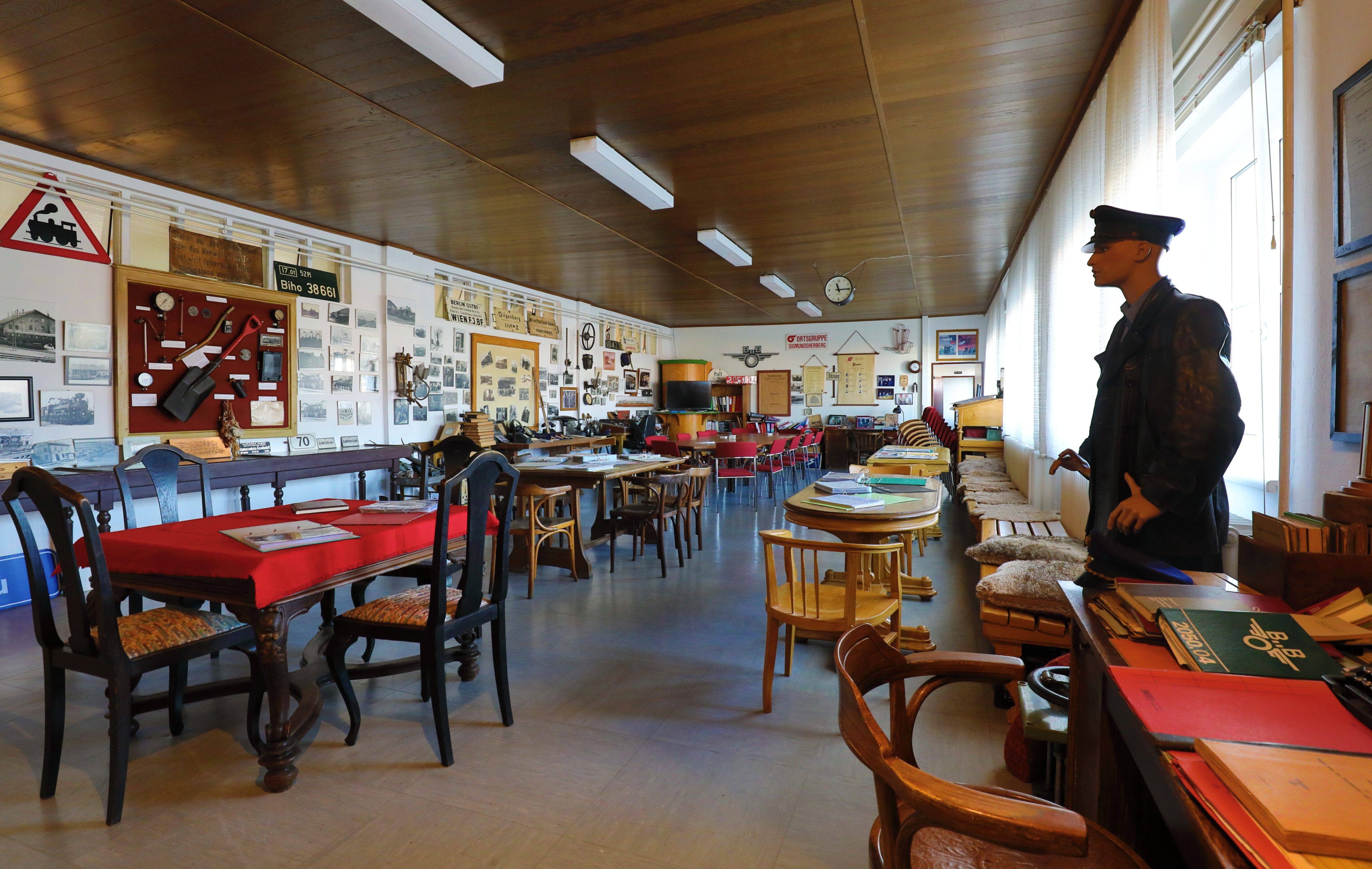
Einer der Ausstellungsräume des Museums

Das Eisenbahnmuseum Sigmundsherberg ist ein Eisenbahnmuseum im Waldviertel. Es liegt in Sigmundsherberg beim Bahnhof und gehört zu den niederösterreichischen Museen und Sammlungen. 

## Bestand
Der Bestand des Museums umfasst eine Sammlung von Betriebsmitteln der Eisenbahn seit der Zeit der Monarchie, darunter Uniformen und Signallampen. Weiters ist die Einrichtung eines historischen Wartesaals ausgestellt. Außerdem gibt es einen umfangreichen Fuhrpark. Zum Museum gehört auch ein Heizhaus, das seit 1880 besteht.

## Geschichte
Der erste Teil des Eisenbahnmuseums in Sigmundsherberg wurde 1987 anlässlich der Feiern „150 Jahre Eisenbahn in Österreich“ eröffnet. Schon zwei Jahre später wurden die Ausstellungsräume nach ihrer Fertigstellung der Öffentlichkeit präsentiert. Am 25. April 1994 wurde Verein „Waldviertler Eisenbahnmuseum Sigmundsherberg“ gegründet. Mit der Zeit reichte der Platz im Museum nicht mehr aus, sodass eine Erweiterung des Museums beschlossen wurde. 2003 begann die Planung, die ab 2008 umgesetzt und 2010 abgeschlossen wurde.

### Chronik der Dampfförderung Sigmundsherberg
1880 bzw. 1881 wurde eine Lokomotivremise errichtet, die 1912 durch den Bau einer Drehscheibe ergänzt wurde. 1950, fünf Jahre nach dem Zweiten Weltkrieg, beschäftigte die Dampf-Zugförderungsstelle 117 Bedienstete. Ab 1959 wurden hier einige Dieselloks der Reihe 2050 stationiert, die vollständige Verdieselung verdrängte die Dampflokomotiven auch aus Sigmundsherberg. Dadurch wurde 1970 und 1971 die Zugförderungsstelle auf eine Lokstelle umstrukturiert, die zwei Jahre später, am 1. Juni 1973, inklusive aller Werkstätten aufgelöst wurde. Seit 1987 wurden auf der Kamptalbahn die Diesellok der Reihe 2043 und die Triebwagen der Reihe 5047 eingesetzt. Ein Jahr später, 1988, wurde die Pulkautalbahn eingestellt. Im Jahr 2000 wurde das Jubiläum 120 Jahre Heizhaus Sigmundsherberg gefeiert, am 24. und 25. August 2013 das 120-jährige Bestehen der Pulkautalbahn sowie den 25-jährigen Einsatz der Reihe 5047 auf der Kamptalbahn.

## Fuhrpark

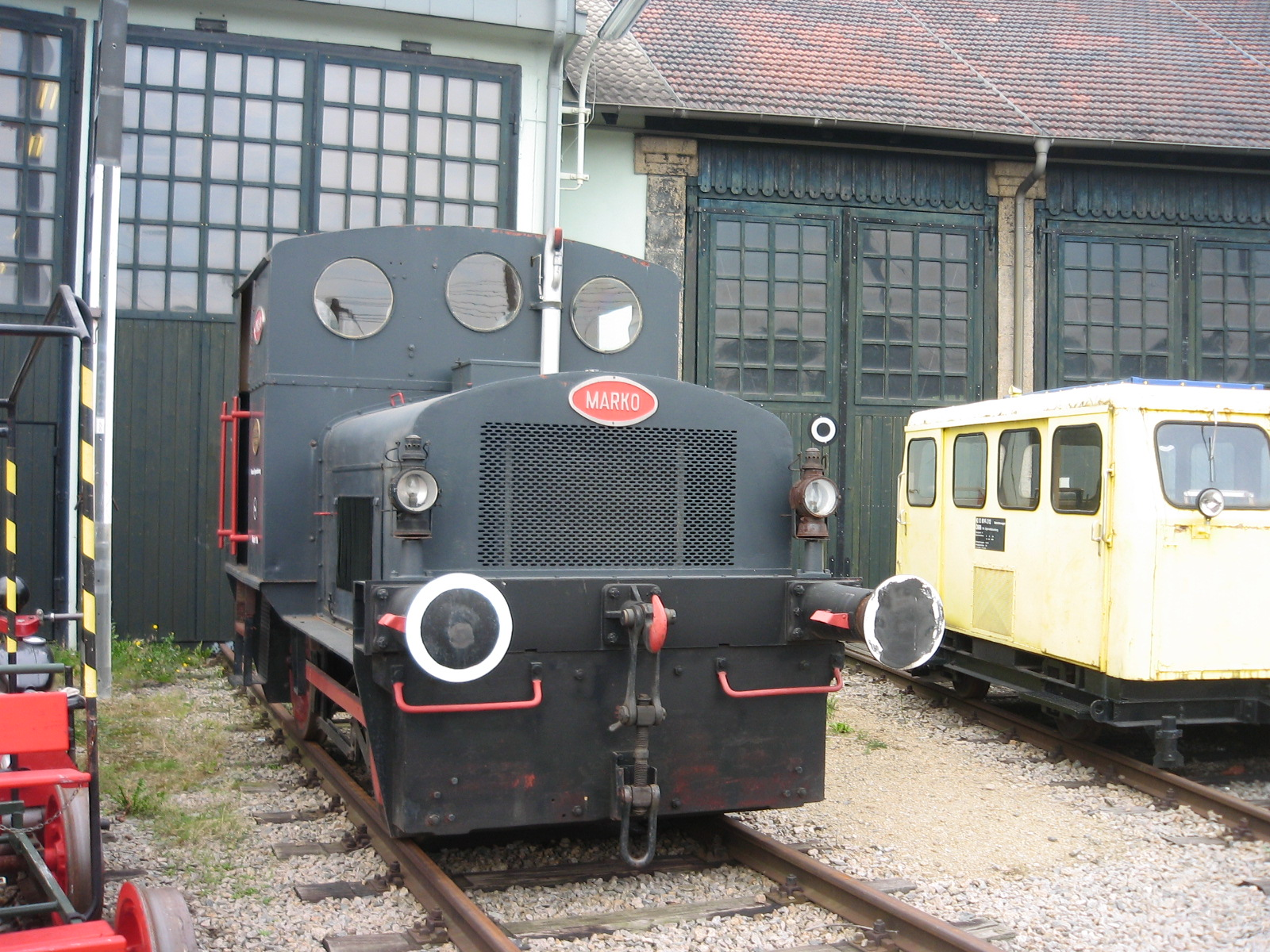
Verschublok mit dem Namen Marko
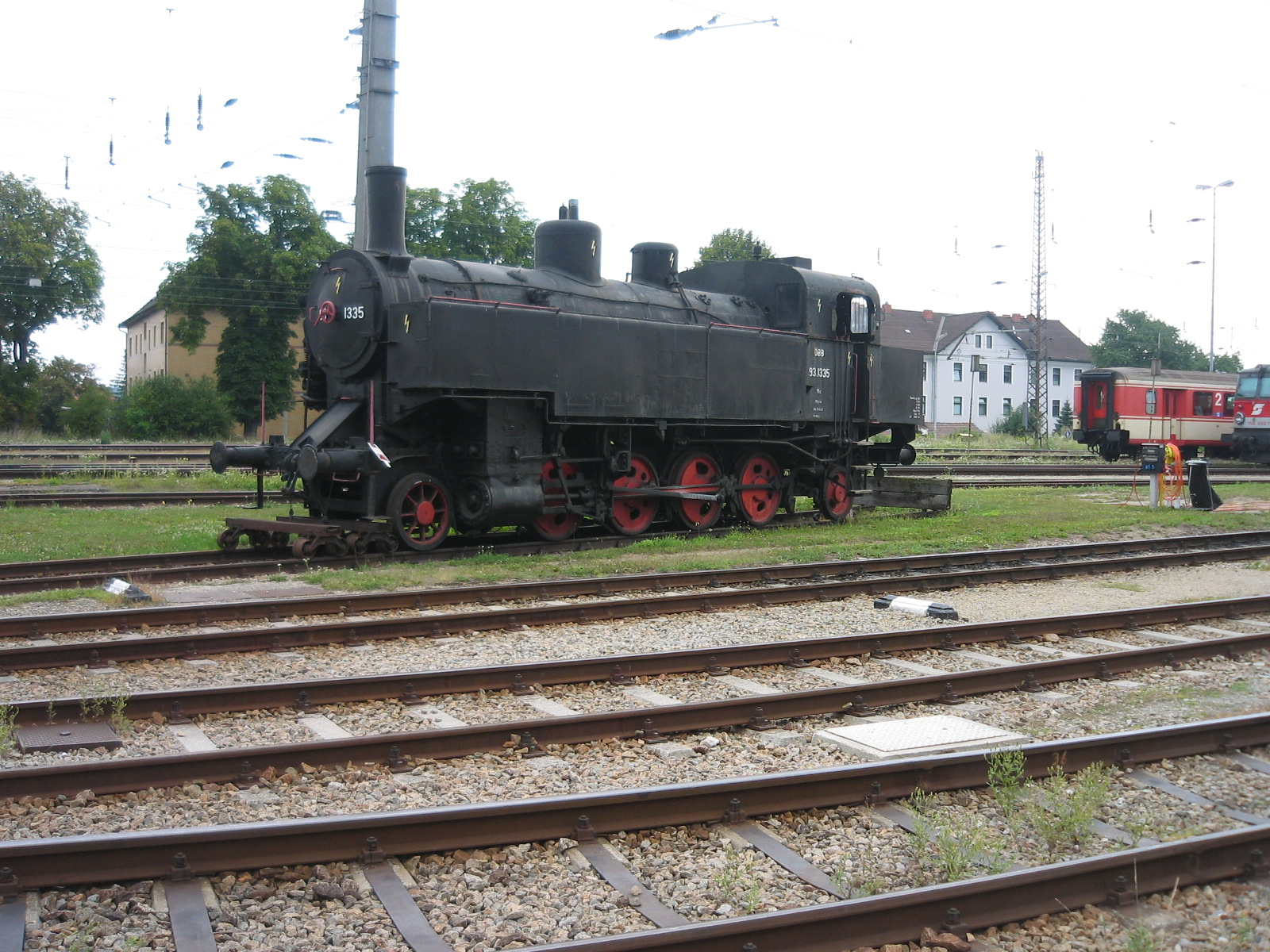
Dampflok 93 1335
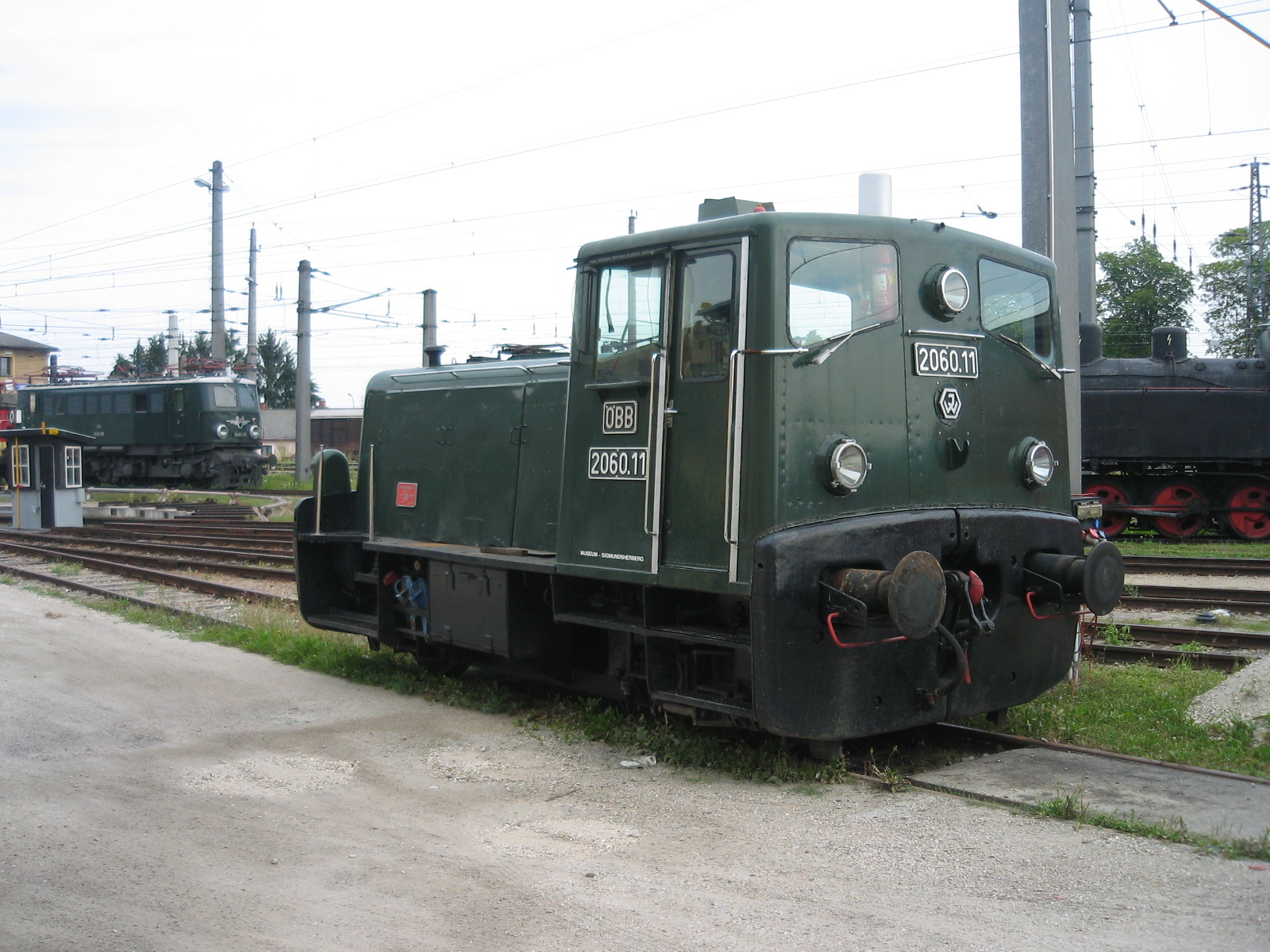
Verschublok ÖBB Reihe 2060.11
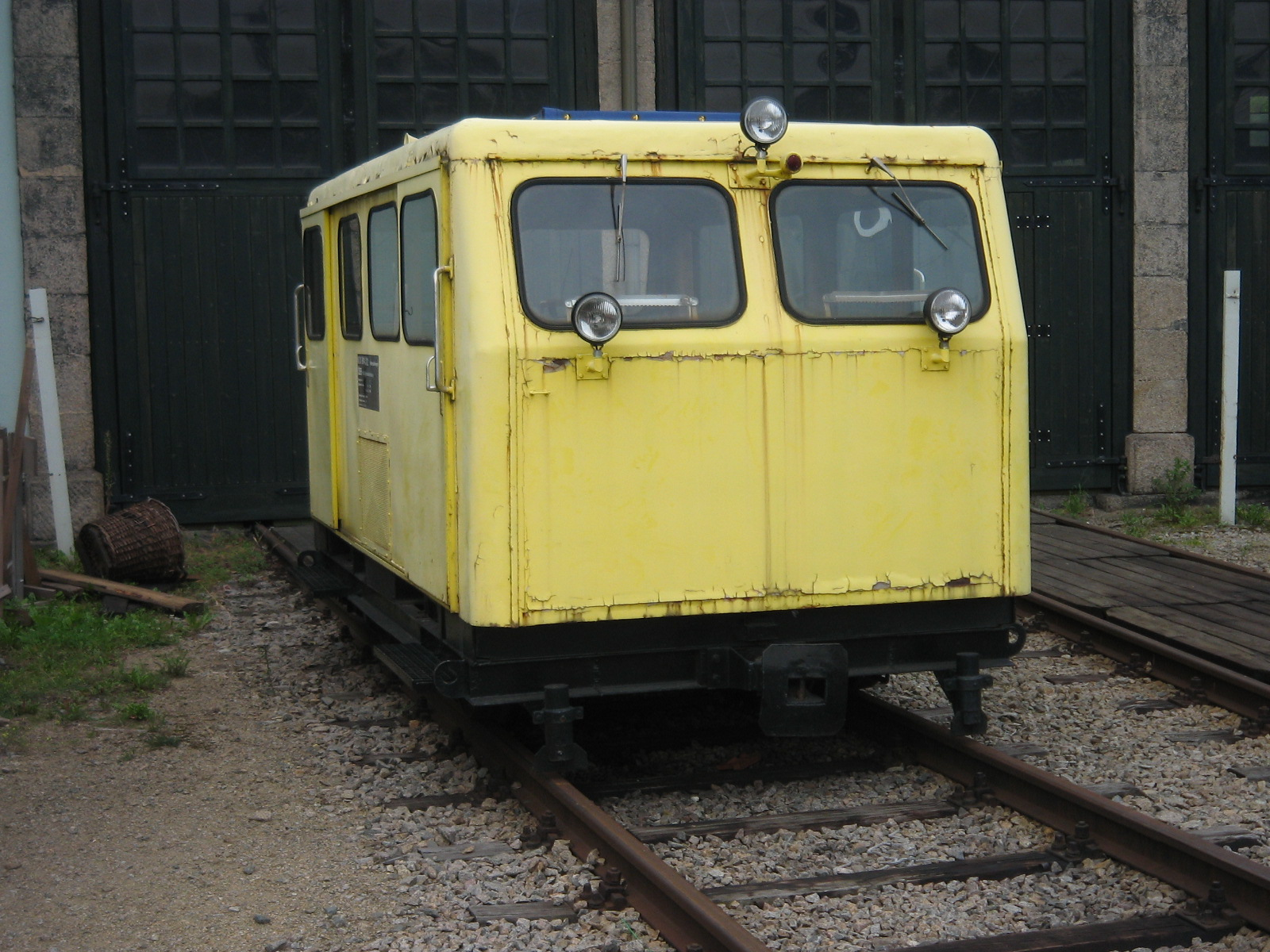
ÖBB Draisine
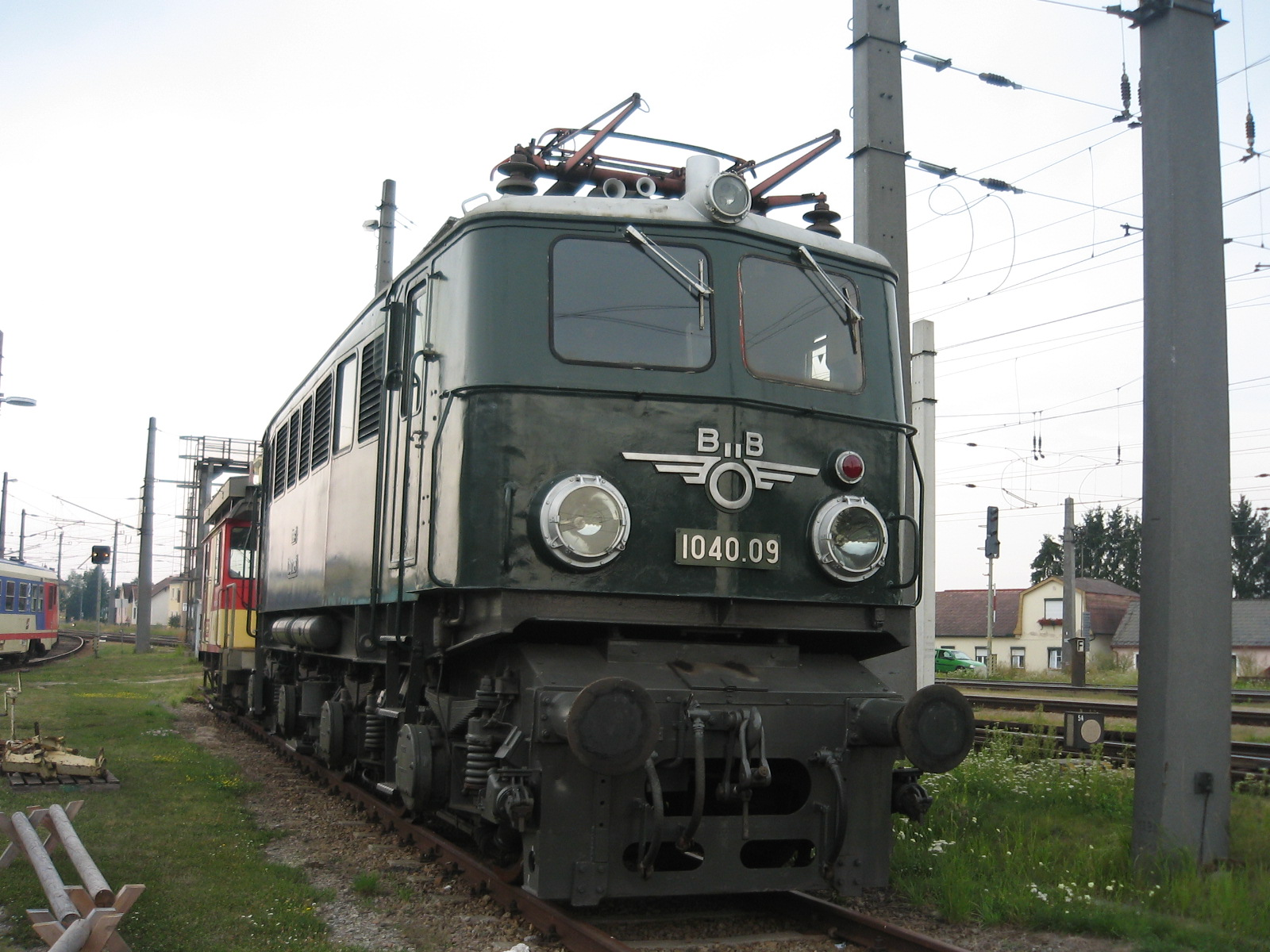
Lokomotive ÖBB 1040.09
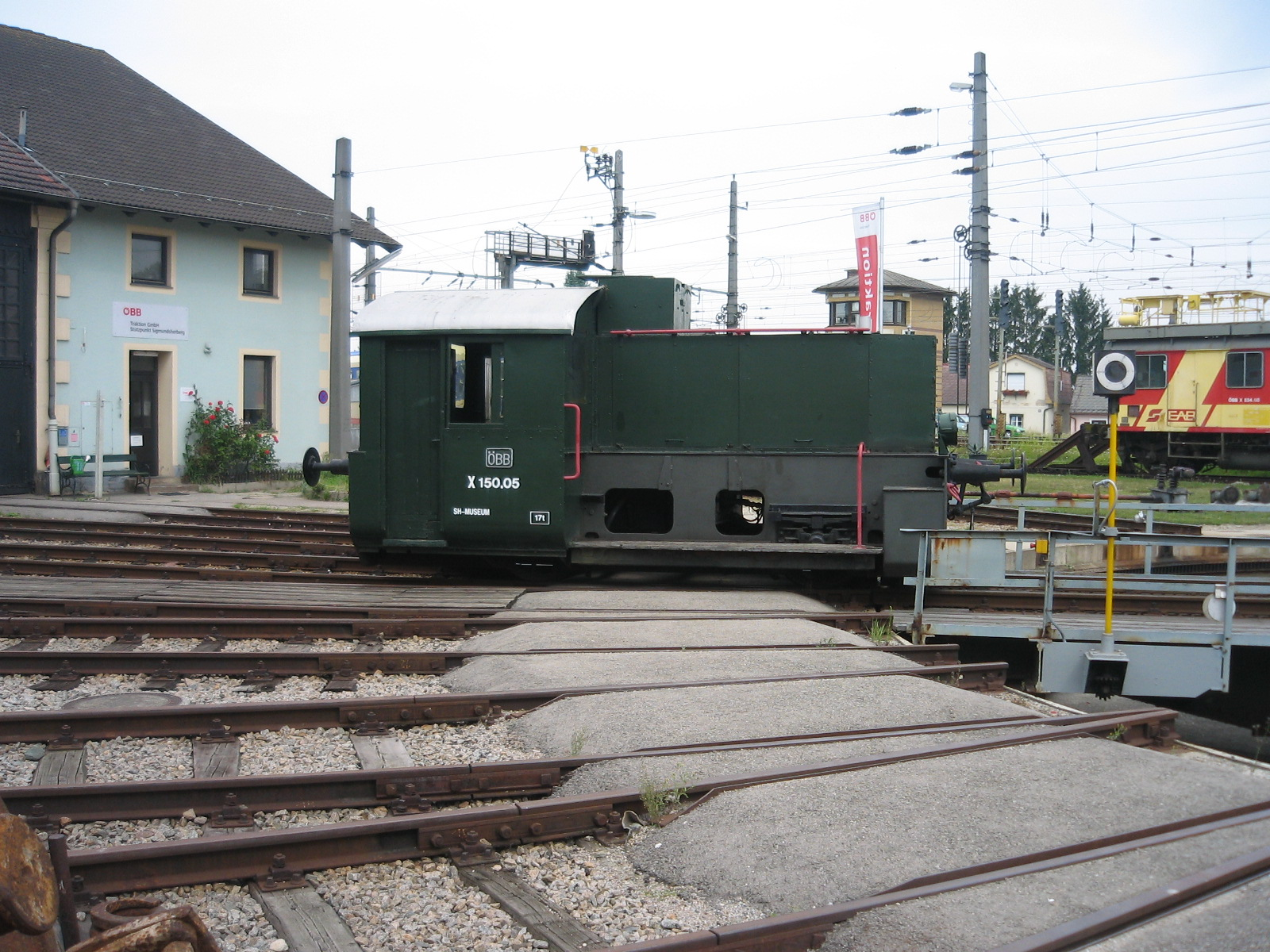
ÖBB X 150.05